# Fanny Bertrand
 (juillet 2023).
Si vous disposez d'ouvrages ou d'articles de référence ou si vous connaissez des sites web de qualité traitant du thème abordé ici, merci de compléter l'article en donnant les références utiles à sa vérifiabilité et en les liant à la section « Notes et références ».
Fanny Bertrand est une joueuse française de tennis de table handisport née le 28 décembre 1976 à Orange. Elle est licenciée dans le club Maugio-Carnon TTH (34) et évolue dans la catégorie 3.

## Biographie
C'est à la suite d'un accident de la route en 2000 que Fanny Bertrand devient paraplégique alors qu'elle se destinait au métier d'éducatrice sportive de basketball, sport qu'elle pratiquait avant l'accident. Dans le cadre de sa rééducation, elle pratique de nombreux sports pour finalement découvrir le tennis de table en 2002.

## Carrière
Fanny Bertrand commence le tennis de table en loisir lors de l'année 2002. C'est en assistant aux Jeux paralympiques d'été de 2004 à Athènes, qu'elle envisage une vie sportive de haut niveau. Ainsi, elle intensifie ses entraînements et prend des coachs personnels, disputant son 1er Open en 2005.
Après des débuts très encourageants, elle obtient en 2007 sa première sélection en équipe de France pour les championnats d'Europe où elle obtiendra la médaille de bronze en individuel et le titre européen par équipe. Elle acquiert par la suite sa qualification pour les  Jeux paralympiques d'été de 2008 de Pékin avec une médaille de bronze par équipe à la clé.
Depuis avril 2009, elle n'a pas quitté le top 10 mondial dans sa catégorie (classe 3), acquérant de nouvelles médailles dans les compétitions internationales et décrochant sa sélection pour les Jeux paralympiques d'été de 2012 à Londres.
Par ailleurs, avec son club de l'ASPC Nîmes, elle pratique également quelques compétitions avec des pongistes valides.

## Palmarès

### Jeux paralympiques
- 2008
  -  Médaille de bronze par équipe

- 2012
  - Participation aux Jeux paralympiques d'été 2012

### Championnats du monde de tennis de table
- 2010
  - 4e par équipe

### Championnats d'Europe de tennis de table
- 2007
  -  Médaille d'or par équipe
  -  Médaille de bronze en individuel

- 2009
  -  Médaille d'or par équipe

- 2011
  -  Médaille d'argent par équipe

- 2013
  -  Médaille d'argent en individuel
  -  Médaille de bronze par équipe